# Guillaume de Saint-Thierry
Guillaume de Saint-Thierry, född mellan 1075 och 1080 i Liège, nuvarande Belgien, död 8 september 1148 i klostret Abby i Signy-l'Abbaye, var en fransk benediktinmunk, teolog och mystiker.

## Biografi
Guillaume de Saint-Thierry var av adlig börd, och företog sina studier vid benediktinklostret Saint Nicaise i Reims, tillsammans med sin bror Simon. Där kände båda sig kallade att leva ett religiöst liv, och de blev båda upphöjda till abbotar, Simon över Saint-Nicolas-aux-Bois i Laons stift, och Guillaume över Saint-Thierry i närheten av Reims, år 1119.
Innan detta hade Guillaume lärt känna Bernhard av Clairvaux och blivit dennes nära förtrogne, en vänskap som skulle vara livet ut. Hans högsta önskan var att få bo med helgonet i Clairvaux, men Bernhard av Clairvaux emotsatte sig detta och uppmanade honom i stället att utföra sin plikt att leda den församling som försynen utsett åt honom. Sedan Guillaume tjänstgjort vid benediktinernas första generalkapitel, i St-Medard nära Soissons år 1140, och avgått fem år tidigare som abbot, fick han efter långvarig övertalning dra sig tillbaka i cisterciensklostret i Signy; han vågade inte vända sig till klostret i Clairvaux utifall Bernhard skulle vägra godkänna hans avgång som abbot. I Signy utsatte han sig för stort fysiskt lidande med sträng späkning, och ägnade all ledig stund åt bön och studier.
Enligt samtida noteringar inträffade hans död medan påve Eugenius III höll kyrkomöte i Reims vilket skedde år 1148. Nekrologen vid hans kloster anger att datumet var den 8 september.

## Verk
Bortsett från brev till Bernhard av Clairvaux, skrev Guillaume ett flertal alster. I ett brev anger han verkens kronologi, dock något inkorrekt. I De sacramento altaris liber argumenterar han emot Rupert av Deutz att Kristus verkligen närvarar vid nattvarden. De Deo contemplando har tillkommit under tydlig påverkan av Augustinus.
Guillaume de Saint-Thierry var den förste att ifrågasätta Pierre Abelards teologi, och manade Bernhard emot denne. I detta syfte skrev han Disputatio adversus Petrum Abelardum, där han i tolv rubriker behandlar vad som senare, vid kyrkomötet i Sens, skulle fördömas som felslut hos Abelard. Efter Abelard utkommit med sin apologi författade han Disputatio catholicorum Patrum adversus dogmata Petri Abelardi som svar. I De erroribus Guillelmi de Conchis försvarade han den gällande uppfattningen om treenigheten mot teorier som framlagts av Guillaume de Conches. Därtill skrev han en del av Berhards hagiografi.
Guillaume de Saint-Thierry är en av de medeltida teologer som fortfarande läses. Så anfördes till exempel hans förklaring över varför Gud blev Jesus, av påve Benedictus XVI vid midnattsmässan 2008.